# Blastodiplosis allahabadensis
Blastodiplosis allahabadensis är en tvåvingeart som beskrevs av Grover och Madhu Bakhshi 1978. Blastodiplosis allahabadensis ingår i släktet Blastodiplosis och familjen gallmyggor. Inga underarter finns listade i Catalogue of Life.